# Ленчицкое княжество
Ленчицкое княжество (пол. Księstwo łęczyckie) — польское удельное княжество, существовавшее в 1231—1352 годах со столицей в городе Ленчица.

## История
Впервые самостоятельное Ленчицкое княжество образовалось в 1138 году, когда по завещанию князя Польши Болеслава III Кривоустого оно было выделено его жене Саломее фон Берг на правах вдовьего удела. Саломея умерла в  1144 году, и Ленчицкая земля вернулась в состав Сеньориального удела.
В 1231 года князь Конрад I Мазовецкий потерпел поражение в борьбе за великокняжеский трон. Оставив Краков, он удержал за собой Ленчицкую и Серадзскую земли, образовав на них самостоятельные княжества, и стал их первым князем. После смерти Конрада в 1247 году его второй сын Казимир Куявский захватил Ленчицкое и Серадзское княжества. В 1267 году княжество унаследовал старший сын Казимира, будущий князь-принцепс Польши Лешек Черный, владевший им до своей смерти в 1288 году, после чего Ленчицу унаследовали три его младших брата Владислав Локетек, Казимир и Земовит. Братья разделили свои владения, и в Ленчице стал править Казимир.
В 1294 году бездетный князь Казимир II Ленчицкий погиб в сражении с литовцами, и Ленчицкое княжество перешло к его старшему брату Владиславу Локетеку. Владислав владел Ленчицким княжеством до 1300 года, когда он был изгнан из Польши чешским королем Вацлавом II. В 1300 году Вацлав II подчинил своей власти большую часть Польши и короновался в качестве короля польского. В 1300—1305 годах князьями Серадза и Ленчицы были чешские короли Вацлав II и Вацлав III. В 1305 году Владислав Локетек вернулся из изгнания и к концу года вернул себе Ленчицкое княжество.
В 1327 году польский король Владислав Локетек, вступивший в войну с Тевтонским орденом, решил обменяться владениями со своими племянниками. Он передал Ленчицкое княжество Владислав Горбатому и Болеславу Добжинскому, забрав у братьев Добжинское княжество
Болеслав скончался между 1327 и 1329 годами, а Владислав Горбатый – между 1351 и 1352 годами. Оба брата были бездетными, и после смерти Владислава Ленчицкое княжество  вошло в состав Польского королевства. На территории бывшего княжества было создано Ленчицкое воеводство.

## Князья Ленчицы
| #                                    | Портрет                              | Имя (годы жизни)                                                     | Родители                                  | Годы правления      | Примечания |
| ------------------------------------ | ------------------------------------ | -------------------------------------------------------------------- | ----------------------------------------- | ------------------- | --- |
| 1                                    |                                      | Конрад I Мазовецкий (1187/1188 — 31 августа 1247)                    | Казимир II Елена Зноемская                | 1231–1247           | князь-принцепс Польши (с 1229 по 1232 и с 1241 по 1243 год), князь Сандомирский (с 1194 по 1200 годы), Мазовецкий (с 1194 по 1247 год), Добжинский (с 1229 по 1247 год), Серадзский (с 1231 по 1233 и с 1234 по 1247 год) |
| 2                                    |                                      | Казимир I Куявский (ок.1211 — 14 декабря 1267)                       | Конрад I Мазовецкий Агафья Святославовна  | 1247–1267           | князь Куявский (с 1233 по 1267 год), Добжинский (с 1248 по 1267 год), Серадзский (с 1247 по 1259 год) |
| 3                                    |                                      | Лешек Черный (ок.1241 — 30 сентября 1288)                            | Казимир I Куявский Констанция Вроцлавская | 1267–1288           | князь-принцепс Польши (с 1279 по 1288 год, Серадзский (с 1261 по 1288 год), Иновроцлавский (с 1273 по 1278 год), Сандомирский (с 1279 по 1288 год) |
| 4                                    |                                      | Казимир II Ленчицкий (1262/1265 — 10 июня 1294)                      | Казимир I Куявский Евфросинья Опольская   | 1288–1294           | князь Бжесць-Куявский (с 1267 по 1288 год), Добжинский (с 1267 по 1288 год) |
| 5                                    |                                      | Владислав I Локетек (3 марта 1260/19 января 1261 год — 2 марта 1333) | Казимир I Куявский Евфросинья Опольская   | 1294–1300           | король Польши (с 1320 по 1333 год), князь-принцепс Польши (с 1306 по 1320 год), князь Бжесць-Куявский (с 1267 по 1300 и с 1305 по 1332 год), Добжинский (с 1267 по 1288, с 1293 по 1295 и с 1327/1328 по 1329 год), Серадзский (с 1288 по 1300 и с 1305 по 1327/1328 год), Иновроцлавский (с 1327 по 1332 год), Сандомирский (с 1289 по 1292 и с 1304 по 1320 год), Великопольский (с 1296 по 1300 и с 1314 по 1320 год), Померельский (с 1296 по 1300 и с 1306 по 1309 год) |
| 6                                    |                                      | Вацлав II (27 сентября 1271 — 21 июня 1305)                          | Пржемысл Отакар II Кунигунда Славонская   | 1300–1305           | король Чехии (с 1283 по 1305 год), король Польши (с 1300 по 1305 год), князь-принцепс Польши (с 1296 по 1300 год), князь Сандомирский (с 1292 по 1304 год), Серадзский (с 1300 по 1305 год), Бжесць-Куявский (с 1300 по 1305 год) |
| 7                                    |                                      | Вацлав III (6 октября 1289 — 4 августа 1306)                         | Вацлав II Юдита Габсбург                  | 1305–1305           | король Чехии (с 1305 по 1306 год), король Польши (с 1305 по 1306 год), князь Серадзский (в 1305 году), Бжесць-Куявский (в 1305 году) |
| 5                                    |                                      | Владислав I Локетек (3 марта 1260/19 января 1261 год — 2 марта 1333) | Казимир I Куявский Евфросинья Опольская   | 1305–1327/1328      | король Польши (с 1320 по 1333 год), князь-принцепс Польши (с 1306 по 1320 год), князь Бжесць-Куявский (с 1267 по 1300 и с 1305 по 1332 год), Добжинский (с 1267 по 1288, с 1293 по 1295 и с 1327/1328 по 1329 год), Серадзский (с 1288 по 1300 и с 1305 по 1327/1328 год), Иновроцлавский (с 1327 по 1332 год), Сандомирский (с 1289 по 1292 и с 1304 по 1320 год), Великопольский (с 1296 по 1300 и с 1314 по 1320 год), Померельский (с 1296 по 1300 и с 1306 по 1309 год) |
| 8                                    |                                      | Болеслав Добжинский (1303/1306 — 1327/1329)                          | Земовит Добжинский Анастасия Галицкая     | 1327/1328–1327/1329 | князь Добжинский (с 1312 по 1327/1328 год) |
| 9                                    |                                      | Владислав Горбатый (1303/1305 — 1351/1352)                           | Земовит Добжинский Анастасия Галицкая     | 1327/1328–1351/1352 | князь Добжинский (с 1312 по 1327/1328 и с 1343 по 1351/1352 год) |
| Вошло в состав Польского королевства | Вошло в состав Польского королевства | Вошло в состав Польского королевства                                 | Вошло в состав Польского королевства      | 1351/1352           | |